# Pałac Murano w Warszawie
Pałac Murano – pałac, który znajdował się w Warszawie przy ulicy Muranowskiej 6. Rozebrany około 1900 roku.

## Historia
Pałac został wybudowany w 1686 przez Józefa Bellottiego, nadwornego architekta Michała Korybuta Wiśniowieckiego oraz Jana III Sobieskiego pochodzącego z Włoch, na zakupionej przez niego rok wcześniej posesji o numerze hipotecznym 2191, na gruntach nazywanych Wygonem Nowej Warszawy. Gmach otrzymał swą nazwę od weneckiej wyspy Murano, z której pochodził Belotti.  Z kolei do nazwy pałacu nawiązuje nazwy prowadzącej do niego ulicy Muranowskiej.
Pałac miał dwie kondygnacje i ustawiony był w kształcie podkowy. Główne skrzydło było siedmioosiowe, zaś skrzydła boczne trójosiowe od strony dziedzińca przedniego. Nad środkową częścią fasady znajdował się trójkątny przyczółek z kartuszem herbowym.
Od południa do pałacu przylegał rozległy dziedziniec na planie kwadratu o boku 60 m. W południowej części posesji dziedziniec zamykała brama wjazdowa flankowana przez dwie parterowe, kryte gontem oficyny. W 1762 oficyna zachodnia była murowana i miała kształt prostokąta, zaś oficyna wschodnia była drewniana i posiadała kształt litery T. Po 1740 oficyna ta została rozbudowana w kierunku wschodnim o murowaną część przylegającą do ulicy Muranowskiej. W skład zespołu wchodziła również oficyna na planie litery L zamykająca dziedziniec od strony wschodniej i oddzielająca go od trójkątnego podwórza mieszczącego cegielnię pałacową, długa prostokątna oficyna znajdująca się na tyłach pałacu, po jego północnej stronie, a także niewielki budynek przylegający do zachodniego boku dziedzińca. Od strony zachodniej z pałacem oraz dziedzińcem sąsiadował ogród francuski na planie kwadratu o boku około 125 m. W 1762 ogród miał symetryczny układ ośmiokwaterowy z kolistymi placykami na przecięciach alei głównej z alejkami poprzecznymi.
Lokalizacja pałacu z dziedzińcem, oficynami i cegielnią pałacową odpowiadała wytyczonemu po 1881 pięciokątnemu kwartałowi położonemu pomiędzy ulicami  Muranowską, Przebieg, Bonifraterską, Esplanadową i Sierakowską wraz z powierzchnią ulicy Sierakowskiej, wytyczonej przez zachodnią część dziedzińca pałacowego. Lokalizacja ogrodu francuskiego odpowiadała zaś późniejszemu prostokątnemu kwartałowi położonemu pomiędzy ulicami Muranowską, Sierakowską, Esplanadową i Pokorną.
W drugiej połowie XVIII wieku należał on do chorążego wendeńskiego Słomińskiego.
W 1770 przed bramą pałacowego dziedzińca wytyczony został plac Muranowski.
Przed 1771 wprowadzono zmiany w rozplanowaniu pałacowego ogrodu francuskiego, któremu nadano układ czterokwaterowy, zaś każda prostokątna kwatera została przecięta dwiema ścieżkami przebiegającymi po jej przekątnych. Wydłużono wtedy również ciąg oficyn po wschodniej stronie bramy wjazdowej, który połączony został z zabudowaniami przylegającymi do ulicy Przebieg, za którymi znajdowała się pałacowa cegielnia. Wzdłuż północnej krawędzi trójkątnego podwórza otaczającego cegielnię wzniesiono długi budynek drewniany. 
W 1780 pojawiły się ogłoszenia o sprzedaży pałacu, a od około 1790 budynek zaczął popadać w ruinę. Oprócz pałacu na terenie posesji znajdowało się wtedy także 28 innych budynków, m.in. trzy kamienice, browar, młyn, dwie kuźnie i dwie suszarnie.
W 1818 powstała, należąca do zespołu pałacowego, dwukondygnacyjna kamienica przylegająca do wschodniej oficyny przybramnej oraz do narożnika ulicy Przebieg. Rok później obie oficyny flankujące bramę wjazdową były już wtedy murowane, ale sam pałac, należący wtedy do płk. Michała Korytkowskiego, nie uległ istotnym przekształceniom od czasu wzniesienia. Ogród francuski uległ całkowitej dewastacji i na jego miejscu znajdował się wyłącznie otoczony drzewami staw. W latach 1824–1825 na miejscu południowej części dotychczasowego ogrodu wzniesiono dwukondygnacyjną kamienicę Praksedy Korytkowskiej z 25-osiową klasycystyczną elewacją frontową w porządku doryckim, ze ślepymi oknami w czterech osiach, stanowiącą ówcześnie największy budynek przy placu Muranowskim. W 1852 na północno-wschodnim narożniku ulic Muranowskiej i Pokornej wybudowaną kamienicę Wierzbowskich z trzema oficynami, która zastąpiła ostatnie pozostałości ogrodu pałacowego.
W 1881 roku rozebrano kamienicę Praksedy Korytkowskiej, a następnie wytyczono nową ulicę Sierakowską, przylegającą od zachodu do gmachu pałacu Murano, przebiegającą przez obszar zachodniej części dziedzińca pałacowego oraz teren zburzonej kamienicy. Południową część obszaru dawnego zespołu pałacowo-ogrodowego pokryła gęsta zabudowa mieszkalna, zaś w północnej części zespołu wybudowano zaplecze powstającej wtedy w Warszawie sieci tramwajów konnych. W październiku 1881 oddano do użytku pierwszą w Warszawie zajezdnię tramwajową wraz ze stajniami dla koni tramwajowych, położoną w północnej części dawnych ogrodów pałacowych, po zachodniej stronie nowej ulicy Sierakowskiej. W kwietniu 1884 uruchomiono warsztaty tramwajowe przylegające od północy do gmachu pałacu, znajdujące się na terenie dawnych oficyn pałacowych, po wschodniej stronie ulicy Sierakowskiej.
Około 1900 rozebrano pałac, a w jego miejscu wzniesiono kamienice czynszowe o adresach ulica Sierakowska 4 i 6. Ostatnie oficyny sąsiadujące z dawną bramą pałacową wyburzono przed 1905. Współcześnie w miejscu dawnego pałacu znajduje się biurowiec Intraco, w miejscu dziedzińca znajdują się biurowiec Intraco Prime oraz odcinek ulicy Stawki pomiędzy skrzyżowaniami z ulicami Józefa Lewartowskiego i gen. Władysława Andersa, w miejscu cegielni pałacowej znajduje się odcinek ulicy gen. Władysława Andersa pomiędzy skrzyżowaniem z ulicami Stawki i Muranowską oraz linią ulicy Międzyparkowej, zaś odcinek odcinek ulicy Stawki pomiędzy skrzyżowaniami z ulicami Józefa Lewartowskiego i Pokorną stanowi przekątną dawnych ogrodów pałacowych.